# Szentegát
Szentegát es un pueblo ubicado en el distrito de Szigetvár, en el condado de Baranya, Hungría.

## Superficie
Posee una superficie de 27,78 kilómetros cuadrados.

## Demografía
Hasta 2019 la población era de 353 habitantes, con una densidad de población de 12,71 habitantes por kilómetro cuadrado.